# Sol Alter
Sol Alter, česky lze přeložit jako Další Slunce, je bronzová plastika ženy ležící na skále. Nachází se na pobřeží Středozemního moře u hradu Pafos ve městě Pafos v distriktu Pafos v Kyperské republice.

## Historie a popis díla
Sol Alter vytvořila kyperská sochařka Yiota Ioannidou (*1971). Dílo vzdává hold řecké bohyni lásky a krásy Afrodité (starořecky Ἀφροδίτη). Představuje oblečenou mladou ženu, vytvořenou z bronzu a ležící na balvanu (obojí součástí uměleckého díla), která se stará o místo, kde Afrodité žila, a která chce být jako Afrodité. Alternativně představuje nebo se připodobňuje také k Afrodité, která se podle mýtů zrodila z mořské pěny na pobřeží Kypru. Dívka hledí směrem k pláži Petra tou Romiou (Πέτρα του Ρωμιού) v blízkém Kouklia, tj. k místu, kde se Afrodité údajně zrodila. Bronzové a kamenné dílo vzniklo v roce 2016 jako 1 ze 12 uměleckých děl projektu Signs in Time and Space (Znamení v čase a prostoru). Díla tohoto projektu byly umístěny na různých místech ve městě Pafos, čímž vzniklo muzeum soch pod širým nebem. Název Sol Alter znamená Další Slunce, což je název planety Venuše, který používal starověký učenec Pythagoras pro její výraznou viditelnost na obloze. Venuše (Venus) je také římský název pro bohyni Afrodité.

## Galerie

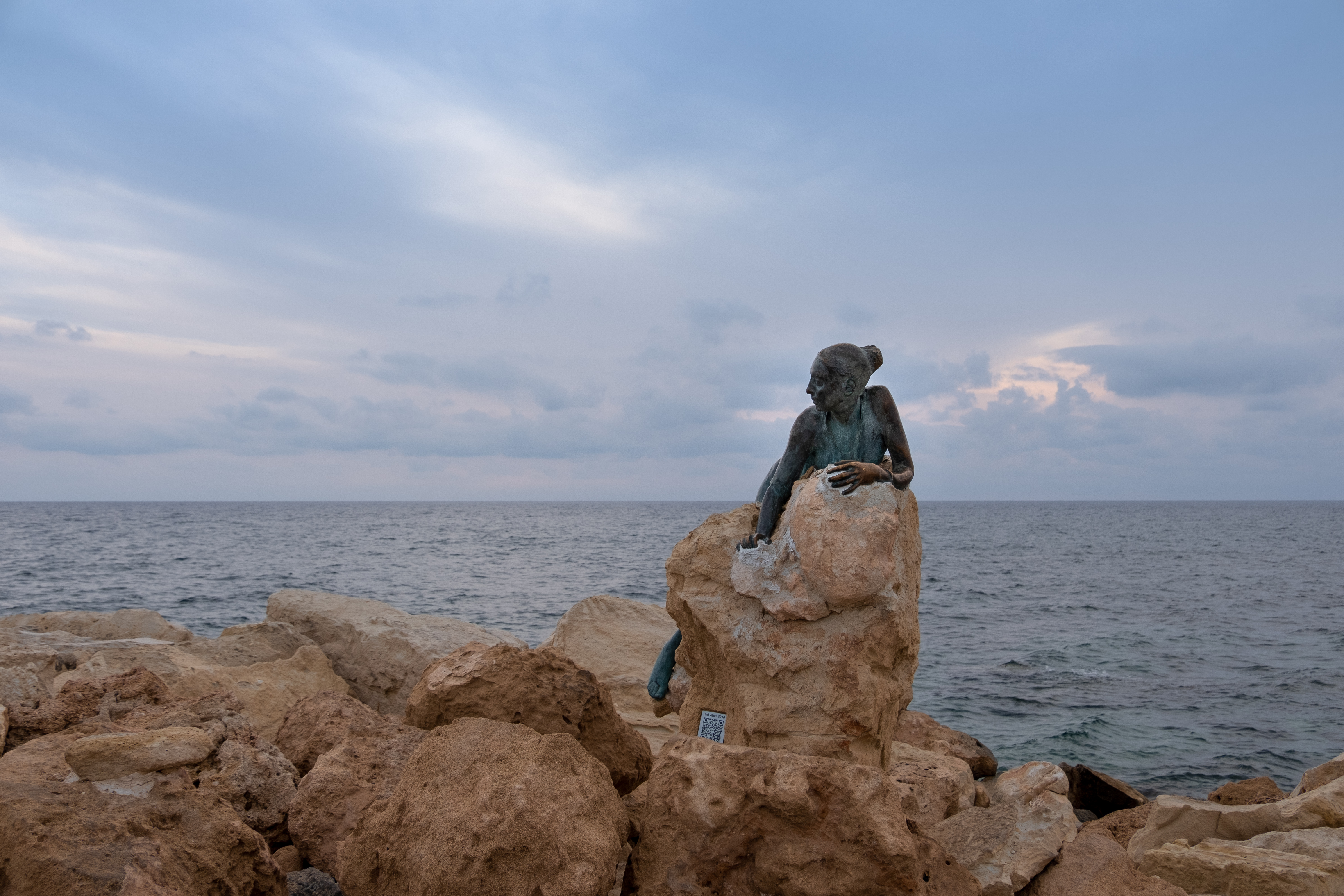
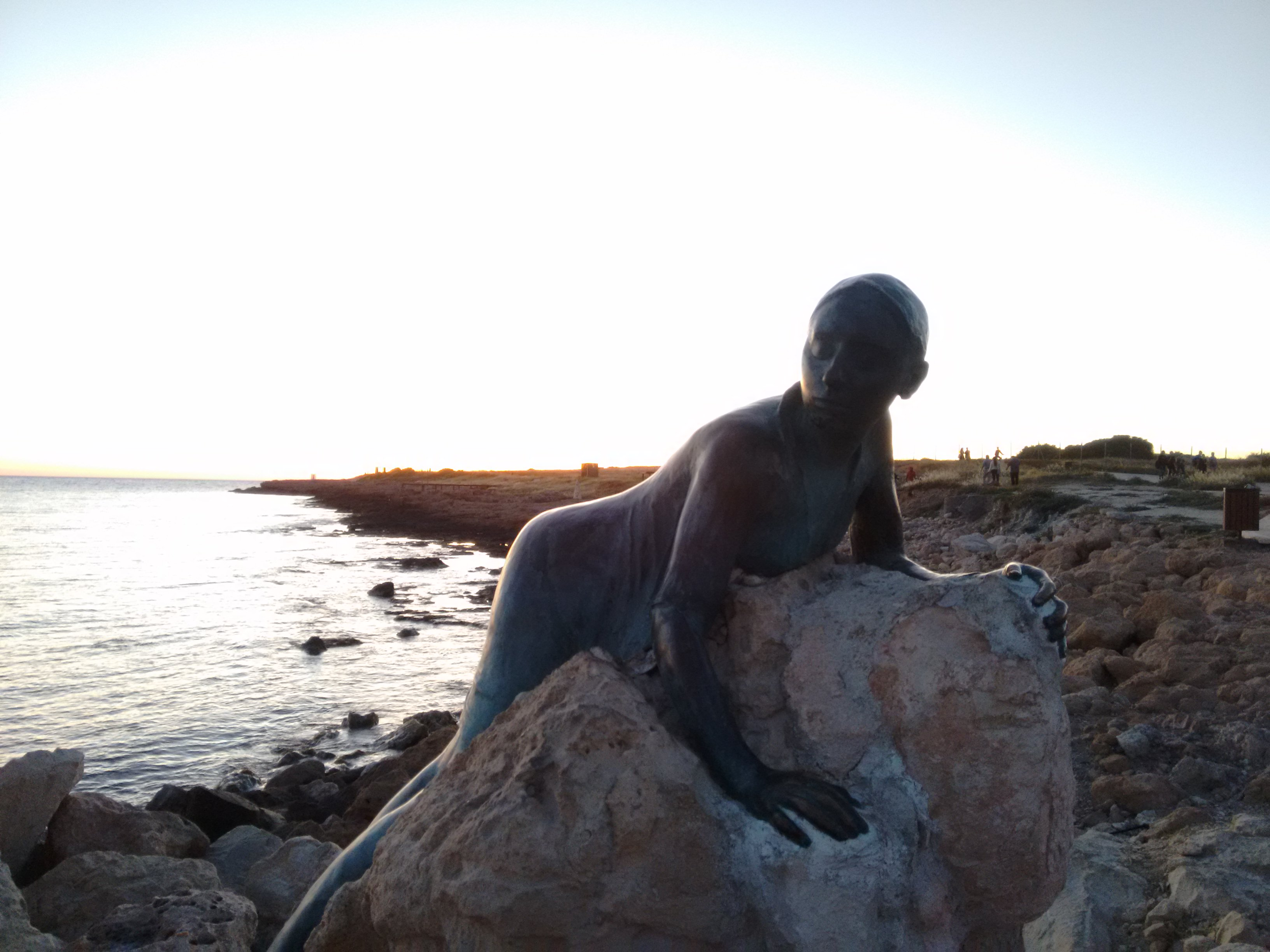
Za dne
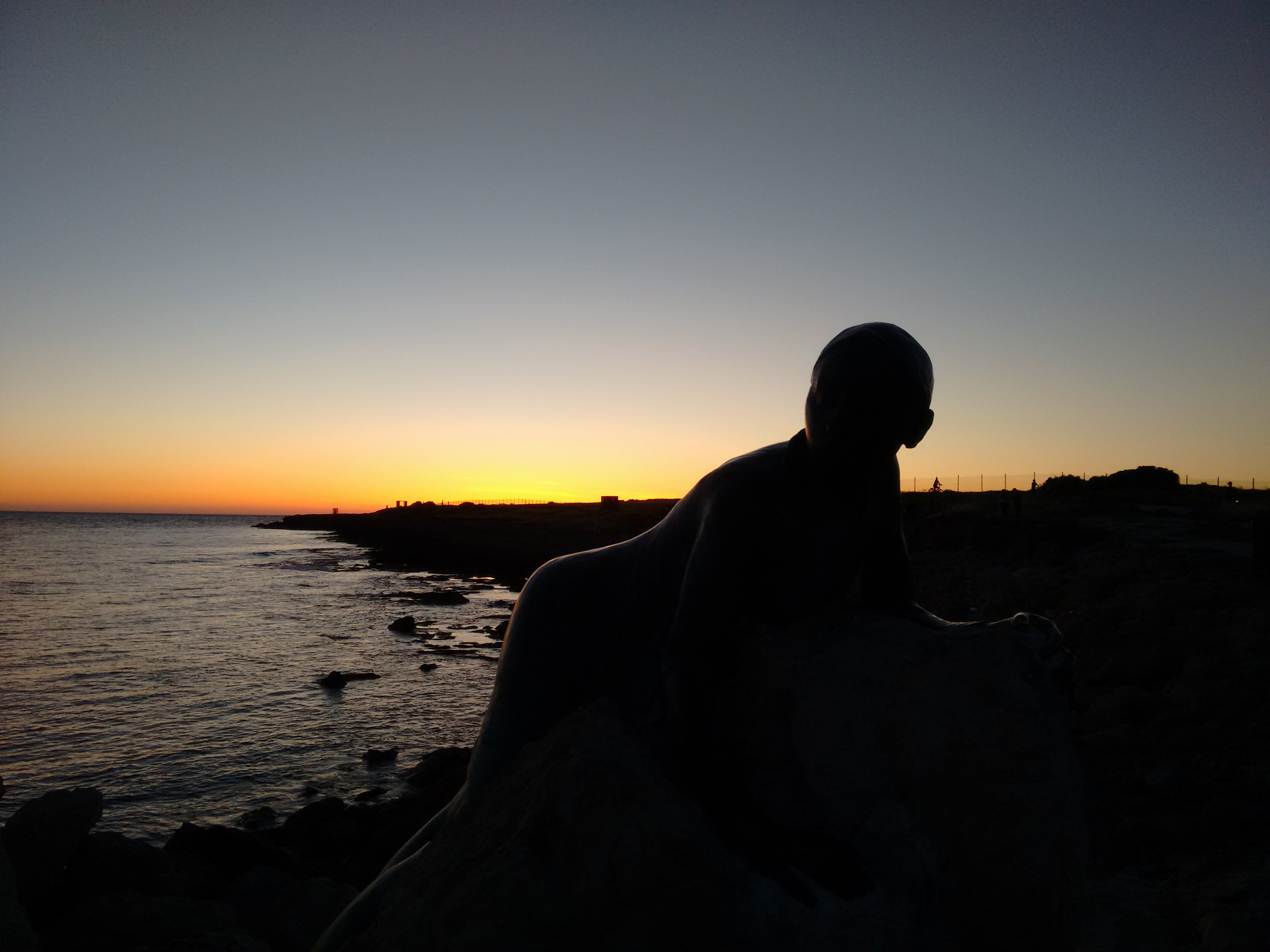
Po západu slunce